# Rue Saint-Guillaume (Paris)
Pour les articles homonymes, voir Rue Saint-Guillaume.
La rue Saint-Guillaume est une voie située dans le 7e arrondissement de Paris.

## Situation et accès
D'une longueur de 245 m, la rue Saint-Guillaume débute rue Perronet et rue du Pré-aux-Clercs et se termine rue de Grenelle.

## Origine du nom
Le nom de la rue lui vient d'une enseigne,,.

## Historique
Cette rue est une section de l'ancien « chemin conduisant de la maladrerie Saint-Germain à la chapelle Saint-Pierre ».
Cette voie est la réunion de deux anciennes rues, séparée par la rue Saint-Dominique :
- La première, entre la rue de Grenelle et la rue Saint-Dominique, s'appelait « chemin du Cimetière Saint-Père » en 1502, « chemin qui va de Saint-Père à la Maladrerie » en 1529, « rue du Plessis » de 1595 à 1628, « rue Neuve des Rosiers » puis « rue des Rosiers » à partir de la période Louis XIII parce qu'il y avait a cet endroit beaucoup de jardins et de plantations de roses[1]. Elle est citée sous le nom de « rue Neufve des roziers » dans un manuscrit de 1636.
- Le seconde, débutait rue Saint-Dominique et se terminait rue des Saints-Pères en formant un coude à angle droit, qui forme actuellement la rue Perronet[2]. Cette partie, s'est appelée « rue de la Butte » jusqu'au milieu du XVIe siècle, en raison d'une butte de gravois et d'immondice sur laquelle se trouvait un moulin[2]. Vers 1650 elle porte le nom de « rue Saint-Guillaume », comme l'indique le plan de Gomboust de 1652.

Sous le Premier Empire les deux sections sont réunies sous le nom de « rue Saint-Guillaume », comme l'indique le plan Piquet de 1814.
En 1865, lors des travaux de percement du boulevard Saint-Germain, la rue est coupée en deux.
 A cette occasion la rue prend ses limites et son nom actuels, tandis que la partie qui se trouve après le retour d'équerre que formait autrefois la rue Saint-Guillaume prend le nom de « rue Perronet ».
Le 26 juin 1918, le no 14 rue Saint-Guillaume est touché lors d'un raid effectué par des avions allemands.

## Bâtiments remarquables et lieux de mémoire
- No 10 : en 1840, siège du bureau des Annales de philosophie chrétienne.
- No 14 : hôtel. Ici est née l'artiste peintre Jeanne Simon, fille de l'avocat et administrateur de biens Fernand Dauchez qui y avait ses bureaux. Son fils, le peintre et graveur paysagiste André Dauchez (1870-1948), a habité l'immeuble sur cour construit par son père et y avait son atelier.
- No 16 : hôtel de Laigue, ou du président Talon, ou de Créqui, ou de Béthune. Alphonse de Lamartine y écrit une partie de Jocelyn[6]. Renan et Proust ont également fréquenté le lieu. Actuellement propriété de Michel David-Weill, ancien président de la banque Lazard.
- Nos 21-23-25 : ancien hôtel d'Eaubonne, démoli en 1888, et construction sur son emplacement de l'actuel immeuble et hôtel du no 21, construit par l'architecte André Tournade[7], pour le compte d'Hippolyte François Joseph Albert Rousselle (1818-1895), inspecteur général des Ponts-et-Chaussées, après en avoir hérité de son beau-frère Louis Clément Brière de Mondétour-Valigny (1821-1885), président de la cour d'appel de Paris.
- No 27 : hôtel de Mortemart. Y vécurent Madame de Montespan, Alphonse-Hubert de Latier de Bayane et Charles Adolphe Wurtz[8]. Actuel siège de l’Institut d'études politiques de Paris, de la Fondation nationale des sciences politiques, et des Presses de Sciences Po, à cheval sur l'hôtel du Lau d'Allemans (n°29)[9]. Le bulletin de liaison de l'association des anciens élèves de cette école a pris pour nom La Lettre de la rue Saint-Guillaume, et l'IEP de Paris est souvent désigné par métonymie par l'expression « la rue Saint-Guillaume ». Similairement, l'aumônerie catholique des étudiants de Sciences Po, l'une des plus anciennes associations de l'école, se nomme le Centre Saint-Guillaume[10].
- No 28 : bâtiments du Centre français de droit comparé (fondation reconnue d’utilité publique créée en 1951) qui regroupe notamment l'Institut de droit comparé (fondé en 1931), rattaché à l'université Panthéon-Assas Paris-II et la Société de législation comparée, société savante fondée en 1869. Il abritait également jusqu'en 2019 l'Institut des hautes études de l'Amérique latine, rattaché à l'université Sorbonne-Nouvelle (Paris-III) et transféré au campus Condorcet.
- No 29 : hôtel du Lau d'Allemans. Actuel siège de l'IEP de Paris, son entrée a été reconstruite dans les années 1930 pour fusionner l'entrée du n°27 et de l'hôtel du Lau d'Allemans. S'y trouve le « Grand hall » et sa Péniche, ainsi que l'aile des amphithéâtres[9].
- No 30 : ancien hôtel de La Bretesche. Y vécut Théodore Vernier. Acquis par l'Institut d'études politiques en 1953 pour 14,5 millions de francs. Vétuste, il est démoli en 1961 et un nouveau bâtiment est construit pour accueillir le service de documentation de la bibliothèque de l'école[9].
- No 31 : a vécu Émile Ollivier, chef du gouvernement sous le Second Empire, à partir des années 1860[9]. Son logement est parfois erronément localisé au n°29[9]. En fond de cour se trouve la maison de Verre, réalisée par l'architecte-décorateur Pierre Chareau et l'architecte Bernard Bijvoet entre 1928 et 1931.
- No 34 : hôtel particulier ayant appartenu à Théodore Vernier, où il passa ses dernières années et décéda.

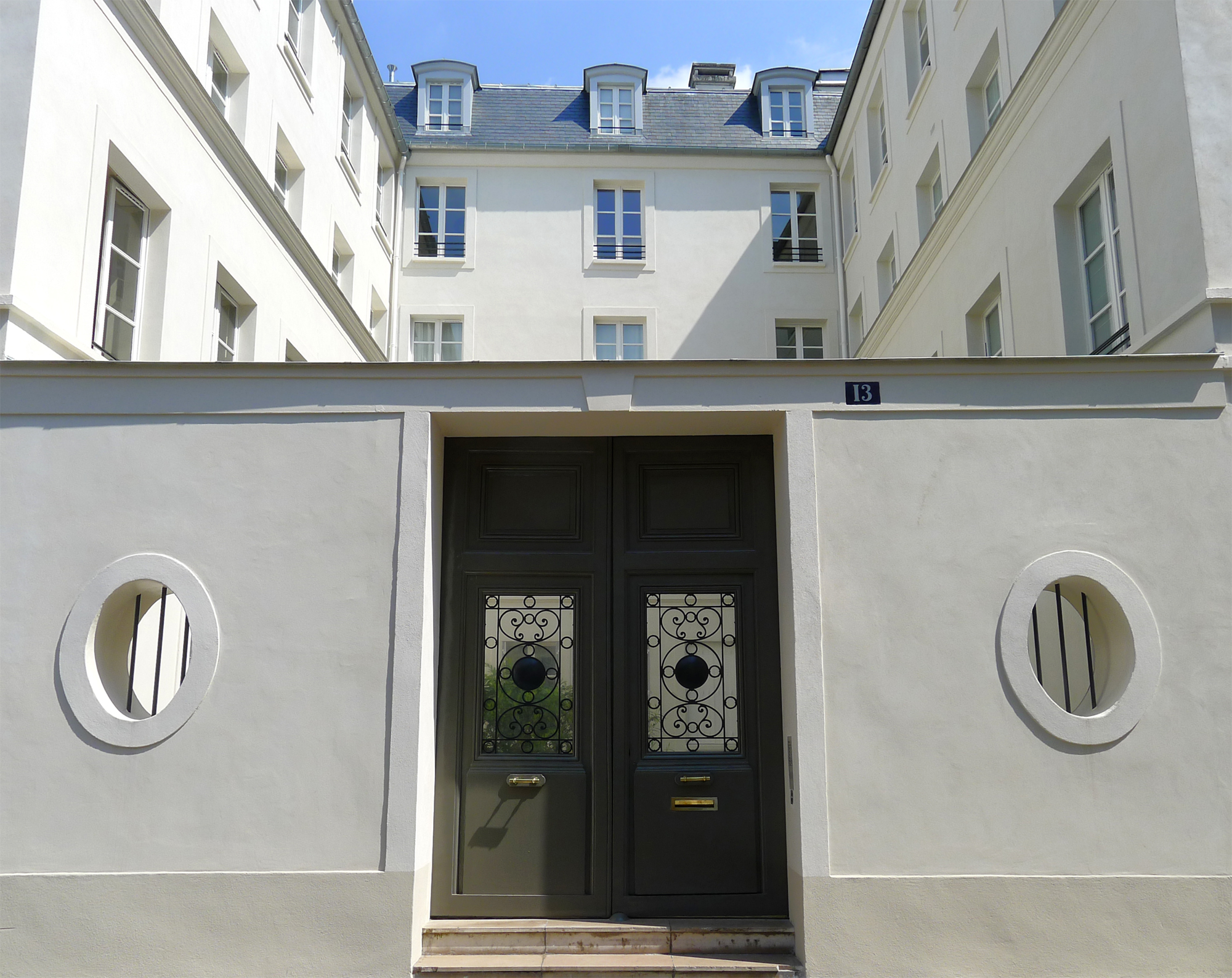
Le no 13.
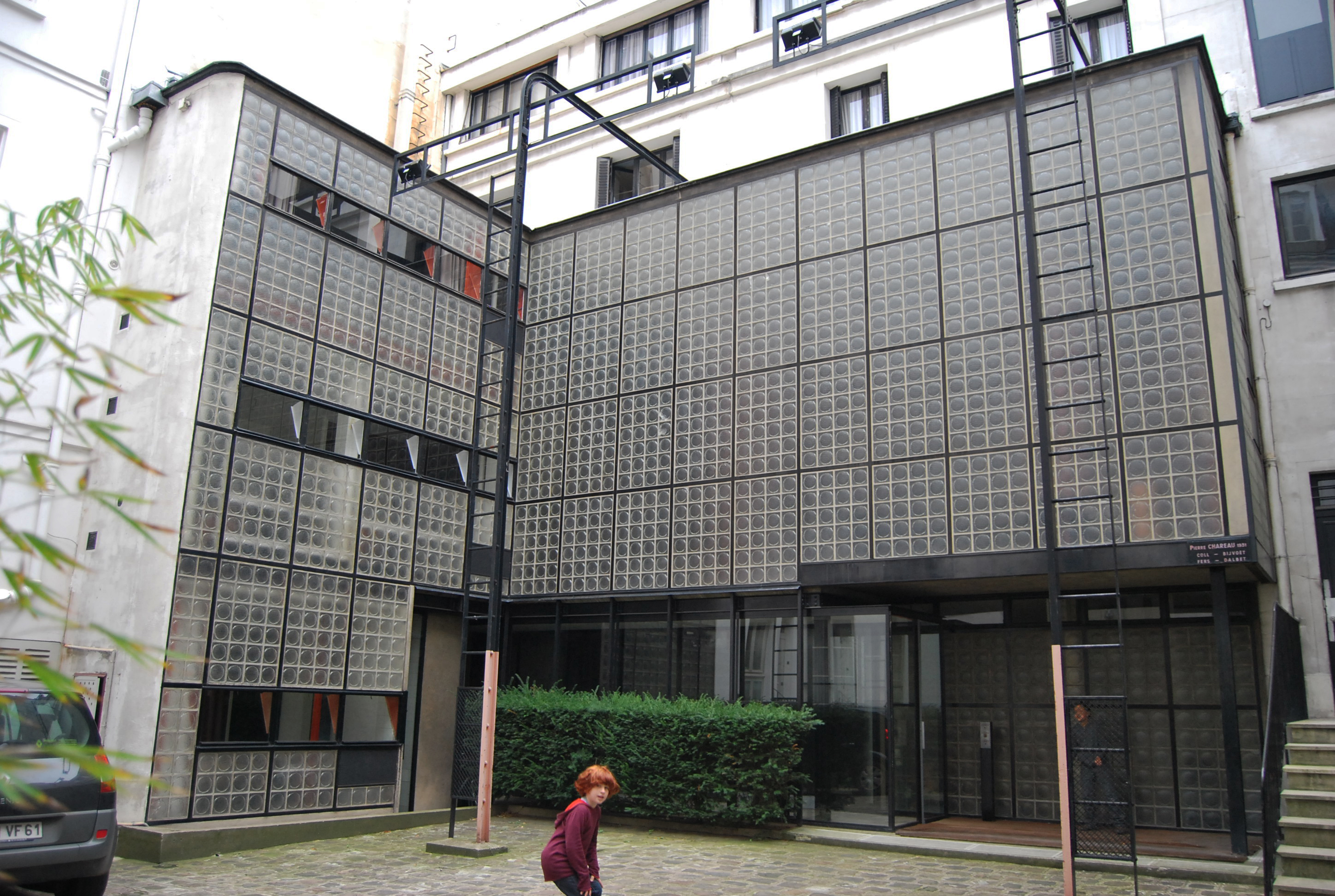
Au no 31 : la maison de Verre (1931) par Pierre Chareau et Bernard Bijvoet.